# 2019冠狀病毒病廣東省疫情相關爭議
本文記載2019冠狀病毒病廣東省疫情期間的相關爭議。

## 有政府唔驚
有政府唔驚是2020年1月下旬2019冠狀病毒病疫情持續並開始擴散至中華人民共和國其他省市時，有線新聞有線中國組記者走訪農曆年前開業的廣州花市的採訪片段話語。當中一群中年男女就表現得絕不擔心疫情，兩位「大媽」向鏡頭手舞足蹈用廣東話高呼「唔驚！有政府，有政府唔驚！」記者問是否連口罩都不用戴，中年女子就回答，「唔戴！身體健康！年年有今日！相信政府！」。不少網民對她們言論发出恥笑。此次訪問的片段及截圖製成貼圖廣傳，衍生不少改圖。

## 商场查验身份证
2020年2月21日，有广州市民反映，位于白云区的安华汇商场入口设安保查身份证，禁止湖北籍及温州籍市民进入。对此，湖北籍市民王先生表示，自己在春节期间并未回老家，也登记了自己的个人信息。对于商场的这一做法，表示自己遭到地域歧视。而商场负责人陈经理表示，查验身份证是为了确认商场顾客行动轨迹，保障商场内其他顾客的安全；不过律师表示，此行为没有法律依据，商场做法欠妥。

## 未对港澳台封关
廣東省2020年3月21日发布信息，所有從境外進入廣東的人士都須接受14日的隔離觀察，但港澳台地区得到豁免，此举引来民众广泛质疑。《環球時報》总编辑胡錫進亦批评广东当局措施，发文表示“決不能對從這些地方進入內地的人網開一面”。3月22日，香港国际机场暂停前往内地的转乘交通接驳服务，包括陆路及水路。

## 非洲裔人士問題
4月1日早上7:20左右，广州市第八人民医院嘉禾院区发生刑事案件。一名尼日利亞籍男子在该院治療期間，試圖強行走出隔離病房，護士阻攔竟遭毆打並咬傷臉部。經法醫檢查，護士面部、頸部及腰部都發現損傷，鑑定為輕微傷。据报道，该男子3月20日從境外入境廣州，接受新冠病毒核酸檢測呈陽性，23日被送到市八醫院隔離治療。4月2日凌晨，广州市公安局发布公告，称該醫院已加強內部隔離區保安，警方也将此事件定为刑事案件立案调查，並加強對醫院內部及周邊的保安工作。涉案疑犯正在警方監管下隔離治療，治療結束後，警方將立即對其採取刑事強制措施，並依照相关法律法規嚴肅處理。

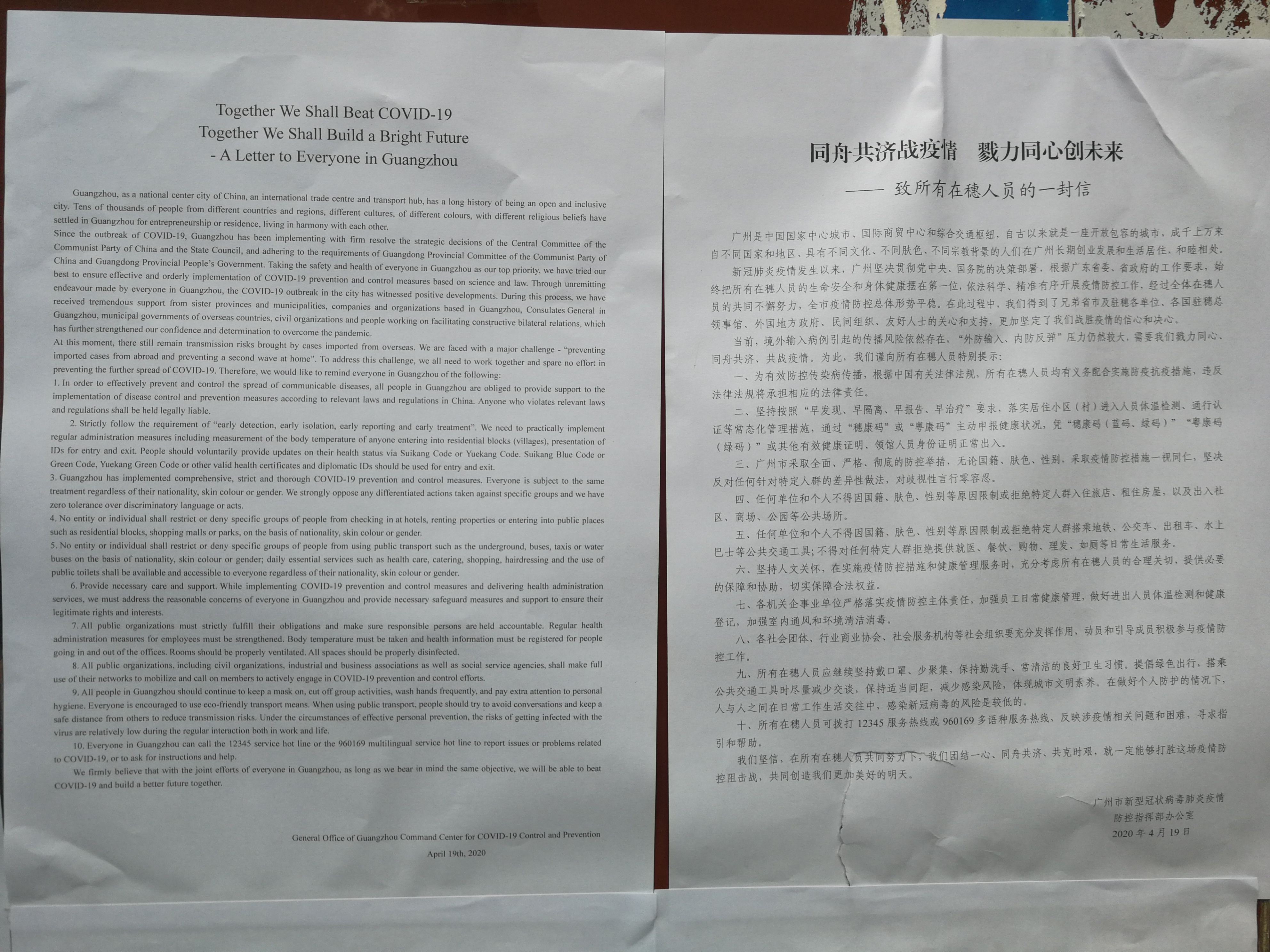
广州市新型冠状病毒肺炎疫情防控指挥办公室于2020年4月19日发布的一封公开信。其中提到了“对歧视言行零容忍”。

4月10日，網上傳出白雲區三元里及越秀區礦泉街有大量接受隔離的非洲籍人員逃跑，其中非洲人集中居住的三元里瑤台村已經封村，商鋪被當局強迫停業隔離，網友據此稱三元里疫情「暴雷」，但相關消息被官方闢謠。隨後，當局對居住在廣州的黑人進行集中清理，大批未確診新冠肺炎的非裔人士被趕出家門、強制檢疫和沒收護照而流離失所，引起非洲聯盟及多個非洲國家譴責。非洲國家駐華大使以「非洲駐華大使協會」的名義致信中國外交部長王毅，抱怨公民在中國遭受歧視，要求中國立即停止對非裔人士強加的檢測、隔離和其他非人道待遇。尼日利亞駐廣州領事館的工作人員於11日前往一處酒店，與從酒店帶走三名尼日利亞人進行隔離的防疫人員對峙，要求放人。身著黃衣的使館人員一度從防疫人員手中搶奪護照，並轉頭向另外三名非裔人士反覆確認人數及護照數目。尼日利亞眾議院議長費米·格巴賈比亞米拉召見當地的中國大使周平剑，周平劍在會面中躬身觀看手機中「尼日利亞公民遭到不平等對待」的視頻，然而他的舉動被外界曲解為「鞠躬道歉」。而費米也在社交平台上傳該照片，稱向中國大使宣讀了「暴行」，強調不會容忍中國「虐待」國民。4月13日，中华人民共和国外交部发言人赵立坚表示，称中方“高度重视保障外国在华人员的生命健康安全，对所有外国在华人员一视同仁，反对任何针对特定人群的差异性做法”，并强调“中非一直是好朋友、好伙伴、好兄弟”，“中国对非友好的政策没有任何改变，非洲国家和人民对华友好的感情也不会有任何动摇。我们不会对非洲兄弟搞歧视”。他最后表示，针对近期非方反映的非洲国家在粤公民的关切，广东方面已进行梳理排查，并采取系列新的举措。当天，中国外交部长助理陈晓东在外交部会见非洲20国使节，强调高度重视非洲使节反应的问题，表示广东方面正在不断采取改进措施，会依照无差别对待原则落实各项健康管理，同时宣布即日起陆续解除对除确诊患者和密切接触者（含疑似患者）外的非洲人员的健康管理，并同非洲驻广州总领馆建立有效沟通机制。外界认为这是中国当局安抚外国使节的紧急举措。4月14日，中国驻尼日利亚大使周平剑在与尼日利亚外交部长奥尼亚马会见后举行联合记者会。奥尼亚马表示，近期一些尼日利亚人近期抵达广州后被确诊，当地政府查明此点后，要求封闭相关场所，隔离密切接触者，被强制隔离的人自然不被允许返回酒店、原住所等。尼日利亚民众仅根据社交媒体流传的视频作出错误解读，误以为尼日利亚人和非洲人在防疫中被“挑选出来”，有针对性地被加以区别对待，表示不能理解。
4月4日至4月13日，广州市对4553名非洲籍人士进行核酸检测，111人阳性。

## 租金减免问题
三月初，广深两地服装批发市场分别爆发抗议潮，租戶指责二房东三房东并未按照广州当局以及商场的整体政策进行减租免租。20日，广州沙河有近百名受影响人士上街抗議，有警员舉起橙旗警告，并表示抗议活动有机会增加疫情傳播風險。

## 超市使用现金需登记
8月中旬，深圳市福田區梅林街道一間超市被曝光貼出「由於政府要求，使用現金必須做好人員登記」的規定，梅林街道辦事處梅都社區17日回應稱，為防控疫情，福田區食藥監局根據上面的文件精神，下發了「使用現金需登記」的相關規定。据报道，由於鈔票和硬幣被指可受冠状病毒污染，加上當地有超市職員染疫，因此采取實名制是要應付當民眾一旦確診感染冠状病毒，可追蹤其活動路綫圖，及時防範現金播毒。

## 因疫情引发人员滞留展馆
2022年3月11日，位于广州市海珠区琶洲会展中心发现一例核酸检测阳性人员。随后，琶洲会展中心发布紧急通知表示，因疫情防控需要展馆采取“临时封闭，不进不出”的管控措施，导致数万人因此滞留场馆。翌日，广州市召开新闻发布会，广州市海珠区委常委、常务副区长傅晓初表示，因对琶洲会展中心现场待检测人数预判不精准，流程处置不高效、应急预案不充分等问题，导致大量人员滞留展馆，给群众带来不便。傅晓初代表海珠区政府对受影响的群众鞠躬致歉。

## 強制開鎖爭議
2022年7月10日凌晨，廣州市荔湾区海龙街道、社区居委会、物管工作人员以排查新冠密切接触者為由对84户邦华星际公寓住户逐户开锁排查后随即给房门贴上封条，并陆续为住户安装新门锁。上述入户排查做法引發爭議。事件发生后不久，海龙街道负责人向住户逐一道歉、承认错误、承诺补偿。

## 律師無法出庭被撤訴
2022年7月，深圳市一律師反映因自己黄码无法正常出庭参加诉讼，結果深圳市光明区人民法院按撤诉处理。7月17日，深圳市光明区人民法院表示处理确有不妥，並將相關人員停職。

## 广州海珠区抗议封控
2022年11月14日，广州市海珠区大塘、中大布匹市场附近的小区有数百民众上街抗议封控措施。抗议者多为在城中村居住的农民工，因为封控措施影响生计而要求政府提供食物和减免租金。网传视频显示抗议者曾与穿防护服的工作人员扭打，并曾向警察投掷碎片。

## 佛山顺德勒流镇踩踏
2022年11月25日，YouTube帐号「烟雨绵绵」上传《佛山的“优化防疫”》视频，因系统故障，勒流镇所有居民健康码瞬间转红。检测站涌入大批抢验核酸的恐慌居民，场面一度失控，人潮相互簇拥发生踩踏事故。11月26日晚，顺德区勒流街道新型冠状病毒肺炎疫情防控指挥部办公室通报，11月24日上午8:30左右，勒流街道新城社区新埠康乐文化中心核酸采样点由于前往检测核酸人员较多，现场工作人员相对不足，同时下雨道路湿滑，导致短时间局部秩序混乱，出现个别群众摔倒。现场工作人员立即组织处置，及时进行疏导，现场秩序很快恢复正常。当时现场约有6-7人被挤倒在地，均无大碍，并无网传的伤亡事件。